# Monte Cayley
O Monte Cayley é um estratovulcão potencialmente ativo no Distrito Regional de Squamish–Lillooet no sudoeste da Colúmbia Britânica, Canadá. Localizado a 45 km ao norte de Squamish e 24 km ao oeste de Whistler nos intervalos do Pacífico da Costa Serrana, está 2264 metros (7.428 pés) acima do rio Squamish para o oeste e 1844 metros (6050 pés) acima do rio Cheakamus para o leste.
O Monte Cayley consiste de cristas, domos de lava arredondados e pináculos afiados de rochas erodidas, com a mais alta chegando a 2377 metros (7799 pés) de altitude. Encontra-se no extremo sul de um campo de glaciares de gelo chamado Dust Mountain Icefield.

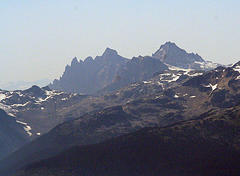